# Brachyhesma josephinae
Brachyhesma josephinae är en biart som beskrevs av Exley 1968. Brachyhesma josephinae ingår i släktet Brachyhesma och familjen korttungebin. Inga underarter finns listade.

## Bildgalleri

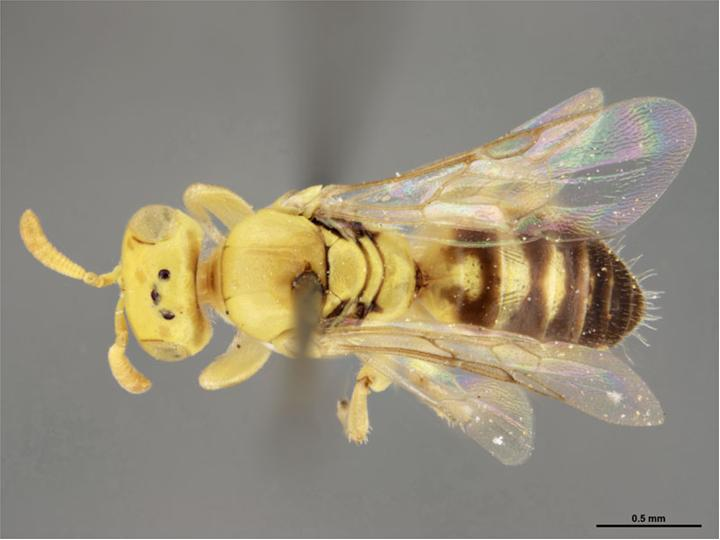